# Анастасія Палащук
Анастасія Палащук (англ. Annastacia Palaszczuk; нар. 25 липня 1969, м. Брисбен, Австралія) — австралійська державна та політична діячка. Прем'єр штату Квінсленд з 2015 року, лідерка лейбористської партії Австралії у Квінсленді з 2012 року, член парламенту штату Квінсленд з 2006 року. Палащук була політичним радником та юристом до обрання членом парламенту Квінсленда від виборчого округу Інала, отримавши цю посаду після свого батька Генриха Палащука.
Після обрання до парламенту займала декілька міністерських посад у лейбористському уряді Анни Блай, а саме була міністром з питань багатокультурності (2009—2012), суміщаючи цю посаду з посадою міністра з питань інвалідності (2009—2011) та міністра транспорту (2011—2012).
У 2012 лейбористи Квінсленда зазнали історичної поразки на виборах до парламенту штату, крім того що вони втратили більшість, їх представництво зменшилося катастрофічно з 51 до 7 членів. Проте Палащук вдалося обратися по своєму виборчому округу, врешті вона очолила парламентську опозицію, ставши головою тіньового уряду штату. Незважаючи на значні втрати лейбористів у 2012 році, Анастасія Палащук привела лейбористів до перемоги на виборах 2015 року, ставши першою жінкою в історії Австралії, яка стала прем'єром штату від опозиції. Ставши прем'єром вона сформувала уряд у якому більшість складали жінки, що було вперше в Австралії. Під її керівництвом лейбористи перемогли на виборах 2017 та 2020 років, це зробило Палащук першою жінкою прем'єром в Австралії, що посідала цю посаду протягом 3 термінів.

## Походження
Дитячі роки Анастасії Палащук проходили в районі Д'юрак столиці Квінсленда місті Брисбен, де вона народилася. ЇЇ батьком є Генріх Палащук впливовий політик лейбористської партії Австралії, який був членом парламенту штату Квінсленд з 1984 по 2006 роки, та займав різноманітні посади міністрів в урядах штату. Генріх Палащук народився в Німеччині в 1947 році у сім'ї, що походила з Польської Республіки.
Жодного разу ні сама Анастасія, ні її батько не говорили про своє українське походження, не зважаючи на українське прізвище. Проте австралійський історик польського походження Джордж Гелон провів власне дослідження на основі архівних документів міграційної служби Австралії, й прийшов до висновку, що як мінімум дід Анастасії Палащук — Іполит, ймовірно був українцем із села Вовче, що біля міста Турка на Львівщині, а сім'я можливо навмисно замовчувала своє українське походження з метою покращити свої шанси на еміграцію. Мати Анастасії Палащук — Лорел походить із родини німецьких поселенців у Австралії.

## Вимова прізвища
В Австралії правильна вимова прізвища Анастасії Палащук Palaszczuk є темою багатьох суперечок й навіть жартів. Сама Палащук в інтерв'ю для видавництва Australian Financial Review в 2016 році сказала, що в її сім'ї прізвище вимовляється, як /ˈpæləʃeɪ/ (пелашей). Вона розповіла історію, що така вимова була нав'язана її батькові департаментом освіти під час його роботи вчителем у 1960-х роках, з мотивуванням спростити учням вимову прізвища. З тих пір саме вона приклеїлась до їхнього прізвища. Проте існують спекуляції, що сім'я навмисно стала вимовляти своє прізвище на французьку манеру, роблячи його більш милозвучнішим та співзвучним до слова palace /'pælɪs/ — палац.